# Te Popo
Te Popo est une localité intérieure de la région de Taranaki, située dans l’ouest de l'île du Nord de la Nouvelle-Zélande.

## Situation
Elle est localisée à 10 kilomètres au nord-est de la ville de Stratford.

## Histoire économique
C'est une communauté essentiellement rurale centrée sur une laiterie qui fut active de 1916 à 1935 dans New Plymouth.
La compagnie fusionna avec la co-opérative de Midhirst en 1935.

## Personnalités
- Lesley Norma Pitt, Patriarchs, paddocks and the personal: five women from the Wharehuia/Te Popo District talk about their lives (M.S.W., Massey University), 1998